# Big School
Big School is een Britse sitcom waarvan de eerste aflevering werd uitgezonden op 16 augustus 2013 op BBC One. De serie is bedacht en geschreven door David Walliams en de schrijfgroep The Dawson Bros. De serie gaat over leraren op een middelbare school.

## Productie
David Walliams kreeg het idee voor de serie Big School door een van zijn favoriete films: Remains of the Day. Hierdoor wilde hij een sitcom schrijven over twee leraren die verliefd worden maar te verlegen zijn om daar iets mee te doen. De originele titel was Autumn Leaves, geïnspireerd door het gelijknamige nummer van Nat King Cole. Walliams vond dat nummer passen bij een serie over mensen in de herfst van hun leven.
Walliams koos voor een school als locatie omdat er weinig momenten zijn waar je privacy hebt, er zijn altijd gangen met leerlingen of lerarenkamers waar je nooit alleen bent. Voor de toon van de serie gebruikte Walliams de komedieserie Gavin & Stacey als voorbeeld, een realistische serie maar niet geheel de werkelijkheid.
In augustus 2012 maakte de BBC bekend dat ze zes afleveringen van Big School geschreven door Walliams en The Dawson Bros zouden uitzenden. In maart 2013 werd bekend welke acteurs de andere rollen naast Walliams zullen spelen, waaronder Catherine Tate en Philip Glenister. De serie is opgenomen in een school in Uxbridge.

## Verhaal
Scheikundeleraar Keith Church (David Walliams) heeft het helemaal gehad met het lesgeven op Greybridge School en staat op het punt om zijn ontslag in te dienen bij rector Baron (Frances de la Tour) als hij daar de nieuwe lerares Frans Sarah Postern (Catherine Tate) ontmoet. Hij is zo onder de indruk dat hij geen ontslag meer wil nemen.
Church is niet de enige die onder de indruk is, ook de gymleraar Trevor Gunn (Philip Glenister) doet verwoede pogingen om haar te versieren. Andere collega's zijn mevrouw Klebb (Joanna Scanlan), de lerares drama, meneer Barber (Steve Speirs) de pessimistische aardrijkskundeleraar die door iedereen wordt gepest en meneer Martin (Daniel Rigby) de muziekdocent die niets met klassieke muziek heeft.

## Rolverdeling
| Acteur             | Personage     | Opmerkingen |
| ------------------ | ------------- | --- |
| David Walliams     | Keith Church  | Scheikundeleraar die sociaal niet zo vaardig is en een oogje op Miss Postern heeft. |
| Catherine Tate     | Sarah Postern | Lerares Frans die nog nooit in Frankrijk is geweest en de leerlingen wil motiveren met verschillende leertechnieken. Ze vindt de aandacht van de collega's vleiend.                            |
| Philip Glenister   | Trevor Gunn   | Gymleraar die zelf meer van junkfood is en nog steeds bij zijn moeder woont. Hij probeert Sarah naar zijn huis te lokken wanneer zijn moeder de deur uit is.                                   |
| Joanna Scanlan     | Janine Klebb  | Dramadocente wier leven draait om theater en haar vriendin Frieda. Ze vormt klassieke stukken vaak om tot radicalere.                                                                          |
| Steve Speirs       | Gareth Barber | Aardrijkskundeleraar die tegen een inzinking aan zit nadat zijn vrouw hem heeft verlaten. Hij wordt gepest door zijn leerlingen maar wil ze toch inspireren.                                   |
| Daniel Rigby       | Luke Martin   | Muziekleraar die liever zijn eigen nummers speelt dan iets van klassieke muziek te laten horen, al is zijn gitaarspel niet al te best en zijn de teksten van zijn nummers ook niet al te goed. |
| Frances de la Tour | rector Baron  | Rector van de school die graag op haar kantoor zit. Alcohol die wordt afgepakt van leerlingen belandt in haar kofferbak en ook haar standpunt over drugs is zeer liberaal.                     |